# Фармаки
Фармаки (грец. Pharmakoi) — люди, що їх символічно приносили в жертву.
Фармаків заквічували гірляндами, били гілками і під звуки флейт виганяли з міста або кидали в море і негайно рятували. Цей обряд прийшов на зміну справжнім людським офіруванням, що відбувалися в давніші часи.